# Refugis del darrer màxim glacial

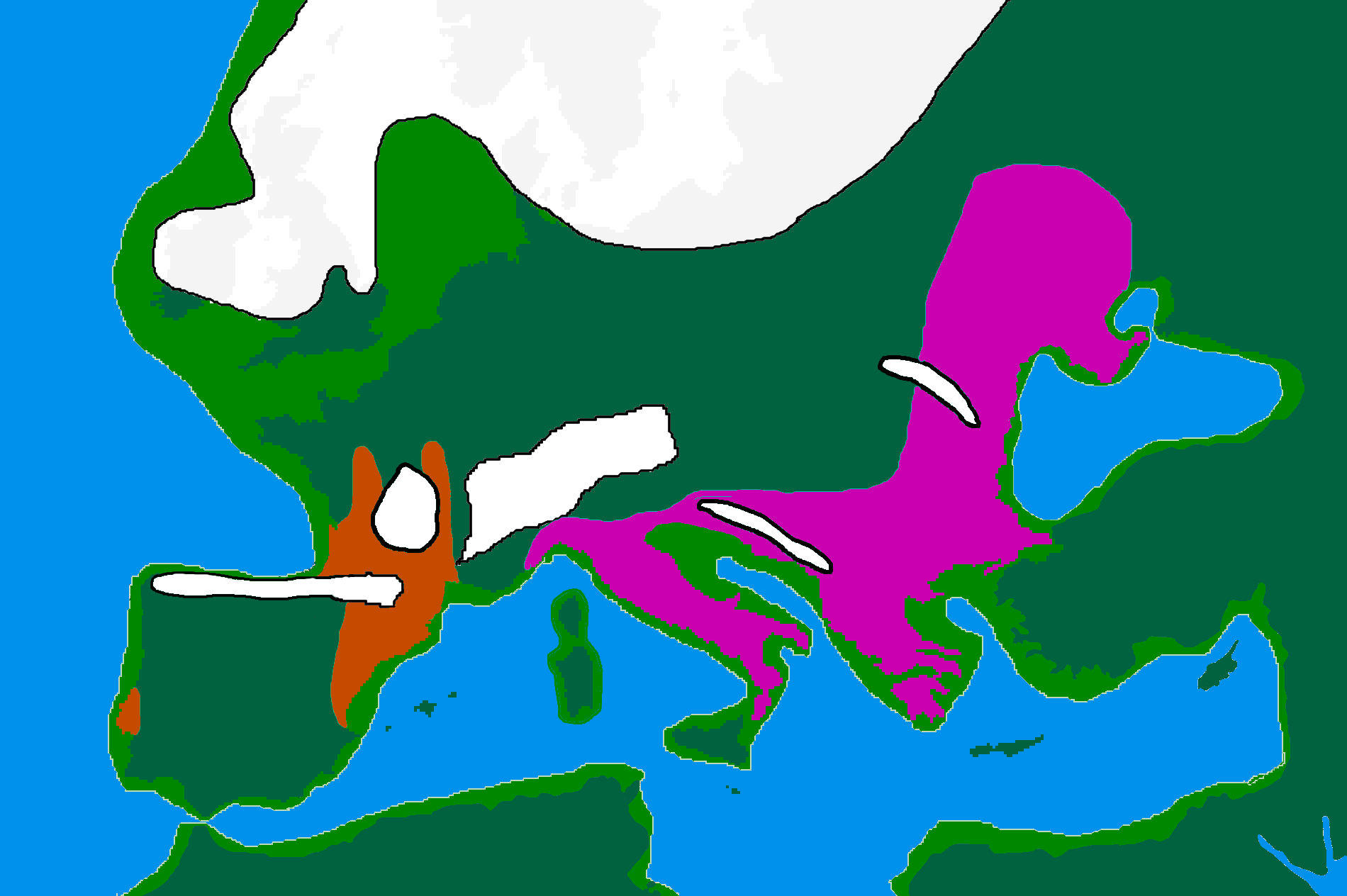
Refugis europeus del darrer màxim glacial (LGM) fa uns 20.000 anys.
Cultures del Solutrià i Proto-Solutrià
Cultura Epi-Gravettiana

Els refugis del darrer màxim glacial eren els llocs on les poblacions humanes van sobreviure durant el període del darrer màxim glacial a l'hemisferi nord.
L'Àfrica subsahariana i Austràlia no es van veure afectades per la glaciació (encara que zones extenses d'aquest dos continents eren massa seques per a ser habitades pels humans) a més ni a Amèrica ni a Nova Zelanda hi havia humans en aquell període.

## Refugis

### A Europa
- Solutrià
- Gravettià
- regió franco-cantàbrica

### Al Nord d'Àfrica
- Ibero-Maurusiana
- Cultura capsiana

### A Àsia
- Cultura de Kebara
- Japó, període Jōmon